# Sorte Nula
Sorte Nula (Portugiesisch für: Kein Glück) ist ein Kriminal-Thriller des portugiesischen Filmregisseurs Fernando Fragata aus dem Jahr 2004.

## Handlung
Der dünnhäutige Alberto wird von seinem extrovertierten Geschäftspartner Chico zu einem abgelegenen kleinen Autofriedhof in einem Naturpark nahe der Costa da Caparica gefahren, wo ihn dieser unerwartet zur Rede stellt, weil er glaubt, Alberto sei der heimliche Liebhaber seiner hochschwangeren Frau Susana, mit der Alberto seit langem befreundet ist, und er werde mit ihr am morgigen Tag nach Brasilien fliegen. Alberto flieht vor dem gewalttätig werdenden Chico in den Kofferraum eines der Schrottautos und ruft von dort hysterisch die Polizei. Als er glaubt, Chico habe sich wieder beruhigt, kommt er heraus und findet ihn erschlagen und ausgeraubt auf dem Boden.
Alberto, verstört und verwirrt von dem unerklärlichen Vorfall, verstaut Chicos Leichnam erschrocken im Kofferraum und speist die beiden eintreffende Polizisten Jacinto und Sandra mit einer Ausrede für seinen angeblichen Fehlalarm ab. Die Polizisten fahren ab und Alberto ruft verzweifelt seine gute Freundin Susana an. Er bittet sie verzweifelt, ihn dort abholen zu kommen und zeigt ihr dann den Leichnam ihres Mannes. Vor Schreck setzen bei Susanna die Geburtswehen ein, und Alberto rast mit ihr ins Krankenhaus. Er passiert dabei die Polizeistreife auf deren Rückweg. Die Streife will die Verfolgung aufnehmen, doch wird Polizistin Sandra nun übel. Sie muss sich übergeben und sie bleiben stehen. Dass Polizist Jacinto intime Details des Privatlebens Chicos und Susanas weiß, verwirrt Sandra zusätzlich und sie lässt sich zum Revier zurückfahren und krankschreiben.
Alberto liefert derweil Susana im Krankenhaus ab und unterzeichnet übereilt ein Dokument, um sie in den Kreißsaal bringen zu können, und ist damit aber nun als Vater registriert. Als er, noch immer aufgeregt, das Krankenhaus wieder verlässt trifft er seine Bekannte Rita, eine Rechtsanwältin, die er verzweifelt um Hilfe bittet und mit ihr zum Schrottplatz zurück fährt. Als er ihr die Leiche zeigen und ihren rechtlichen Rat zum weiteren Vorgehen einholen will, bricht sie weinend zusammen, weil sie ein heimliches Verhältnis mit Chico hatte. Als sich beide beruhigen und die Leiche in Augenschein nehmen wollen, finden sie Chicos Leiche mit einem Einschlussloch in der Stirn vor, was nicht zur Geschichte Albertos passt. Die nun vollends verstörte Rita verlässt übereilt den Autofriedhof und der zurückgebliebene Alberto versucht die verwirrende Lage zu überblicken. Er entschließt sich, nochmal die Polizei zu rufen und die missliche Lage aufzuklären. Der Polizist Jacinto kommt nun mit dem Kollegen Mimosa zurück, jedoch ist die Leiche inzwischen verschwunden, zur großen Verwunderung Albertos. Jacinto wendet sich nun völlig wutentbrannt gegen Alberto. Es stellt sich heraus, dass Jacinto ein Verhältnis mit Susana hatte und sich für den Vater ihres Kindes hielt, bis Alberto im Krankenhaus die Vaterschaft übernommen hatte und Jacinto sich nun von seiner Geliebten Susana betrogen glaubt. Jacintos Kollege Mimosa hält sich dabei abseits, nachdem er Jacinto seine Waffe leihen musste, weil dieser seine Dienstpistole verlegt hat. Mimosa findet dabei zufällig einen weggeworfenen Häftlings-Overall, dann erhält er einen Anruf ihrer Dienststelle, der sie zu einem nahen Bahnunfall ruft, bei dem ein Güterzug ein Auto auf den Gleisen erfasst hat. Der Fahrer des Unfallwagens wurde anhand von Kleidung, Papieren und Besitz als Chico identifiziert. Ohne weiter auf den aufgelösten Alberto einzugehen, verlassen die Beamten den Autofriedhof, und Mimosa setzt Jacinto im Streifenwagen über den Unfall und die Details in Kenntnis.
Rita musste sich derweil vor Aufregung auf ihrer pannenreichen Rückfahrt in die Büsche schlagen und findet bei ihrer Rückkehr den Leichnam Chicos in ihrem geöffneten Kofferraum vor. Entsetzt und ohne Erklärung, rennt sie völlig verstört auf die Straße, wo die beiden Polizisten sie anfahren und zu ihrer Überraschung Chicos Leichnam in ihrem Auto vorfinden.
Als Polizist Jacinto auf Grund des Gefangenen-Overalls im Streifenwagen eine Liste von Gesuchten durchgeht, beginnt er zu begreifen: der Ausbrecher auf der Flucht muss den Streit zwischen Chico und Alberto beobachtet und Chico dann erschlagen haben, als sich Alberto im Kofferraum versteckt hatte. Danach muss er sich der Kleidung und Papiere Chicos bemächtigt haben, bevor er in Chico Auto davon fuhr und vom Zug erfasst wurde. Mimosa fährt nun allein weiter, während Jacinto bei Ritas Wagen mit der Leiche bleibt.
Währenddessen versucht Alberto zu Fuß nach Hause zu kommen und wird von einem Pick-up mitgenommen, auf dessen Ladefläche bereits ein junger Mann sitzt. Es stellt sich heraus, dass dieser junger Mann Alex ist, der mit Susana ebenfalls ein Verhältnis hat und bei ihr Jacintos vergessene Dienstwaffe stahl. Als er dann mit Freunden bei einem Spaziergang am verlassenen Autofriedhof vorbei kam (als Alberto gerade mit Susana weggefahren war), gab Alex mit der Pistole an und schoss damit. Der Schuss ging in den Kofferraum eines Autos, und als die Jugendlichen den Kofferraum öffneten, fanden sie den Leichnam Chicos vor, mit der Kugel im Kopf. Zu Tode erschrocken und im festen Glauben, den Mann getötet zu haben, flohen sie. Alex hatte jedoch den Leichnam als den Ehemann seiner Geliebten Susana erkannt und kehrte zum Tatort zurück. Er brachte den Leichnam vom Autofriedhof weg, ohne dass der inzwischen wieder zurückgekehrte, abseits nachdenkende Alberto dies bemerkte. Alex legte den toten Chico danach im Kofferraum des offen stehenden Autos Ritas ab, das er in der Nähe vorfand. Dann ließ er sich vom zufällig vorbeikommenden Pick-up mitnehmen, auf den danach auch Alberto aufstieg.
Alberto und Alex kehren nun zu Ritas Auto mit dem Leichnam Chicos zurück, wo der Polizist Jacinto steht, und erzählen ihm alles. Nachdem eine nähere Untersuchung des inzwischen bereits verschrotteten Unfallautos alles belegt, kann Alberto endlich zum Flughafen fahren, wo er noch knapp seinen Flug nach Brasilien erreicht.
In den letzten Bildern vor dem Abspann werden dann die überraschenden tatsächlichen Liebesbeziehungen aufgelöst. So fliegt Alberto mit der Polizistin Sandra nach Brasilien, und der Polizist Mimoso nimmt am Mutterbett der nunmehr verwitweten Susana sein Kind in den Arm.

## Produktion
Der Film wurde im Kreis Almada (im Naturschutzgebiet Arriba Fóssil, wo der Hauptteil des Films spielt, und am Kreiskrankenhaus von Almada), in Seixal und am Flughafen Lissabon gedreht. Produziert wurde die Low-Budget-Produktion von der portugiesischen Produktionsfirma Virtual Audiovisuais, in Koproduktion mit dem privaten Fernsehsender SIC und mit finanzieller Unterstützung der portugiesischen Filmförderung (ICA).
Die Rolle des Ausbrechers, ohne gesprochenen Text, wird von Zé Pedro (†) gespielt, der bekannte Gitarrist der Rockband Xutos & Pontapés, die auch den Abschlusssong des Films stellen (Mundo ao contrário, portugiesisch für: verkehrte Welt). Das immer wiederkehrende Lied im Film, das Alberto für Unglück bringend hält, ist das Kizomba-Stück Lembra Tempo (portugiesisch für: Erinnerung an Zeiten) des bekannten kapverdischen Sängers Gil Semedo. Die übrige Filmmusik stammt von Nuno Pires und dem Regisseur Fernando Fragata.

## Rezeption
Nach einer Vorpremiere am 7. Dezember 2004, im Multiplex-Kino des Einkaufszentrums Centro Comercial Vasco da Gama auf dem Expo 98-Gelände in Lissabon, kam der Film am 9. Dezember 2004 in die Kinos, wo er ein Publikumserfolg wurde und mit seinen 74.095 Besuchern zu den erfolgreichsten portugiesischen Filmen seit 2004 (Beginn der öffentlich geführten Box-Office-Statistiken durch das portugiesische Filminstitut ICA) zählt. Der Film überzeugte auch die Filmkritik, die die Schauspielleistungen der Hauptdarsteller, die wirkungsvolle Spannung und das bei aller Komplexität schlüssig bleibende Drehbuch lobten.
Der Film lief danach auch auf Filmfestivals, so am 24. Juni 2005 beim Boston International Film Festival, wo er auch ausgezeichnet wurde.
Sorte Nula erschien 2005 bei Lusomundo auf DVD, als Doppel-DVD mit dem Bonus-Film Pulsação Zero.